# Hiroshi Hamaya
Hiroshi Hamaya, född 28 mars 1915 i Tokyo, död 6 mars 1999 i Tokyo, var en japansk fotograf. Han dokumenterade framför allt människor och natur, bland annat bilder av risodlingar på Honshu och japanska traditionella fester och ceremonier, men även natur i andra delar av världen. Hamaya tilldelades Hasselbladpriset 1987.